# Bienore (centauro)
Bienore è uno dei Centauri menzionato nell'episodio delle nozze di Ippodamia.
Durante la battaglia che scoppiò a seguito del tentativo attuato dai Centauri di rapire la sposa e le altre donne presenti al festeggiamento morì ucciso da Teseo che dopo essergli saltato in groppa ne torse la testa e la colpì con un tronco di quercia.